# Зильберман, Хаим Айзикович
Хаим Айзикович Зильберман (идиш חײם זילבערמאַן‎‎; 6 июня 1907, Рашков, Ольгопольский уезд, Подольская губерния — 30 мая 1975, Москва) — еврейский советский писатель. Писал на идише. Член Союза писателей (1965).

## Биография
Хаим Айзикович Зильберман родился в местечке Рашков Подольской губернии (впоследствии Каменского района Молдавии), расположенном на левом берегу Днестра. Работал суфлёром одесского театра «Комета», рабочим на заводе им. Хворостина. Окончил четыре курса литературного факультета Одесского института народного образования (1934).
Дебютировал рассказами в харьковской газете «Дэр штэрн» (Звезда) в конце 1920-х годов. В 1929 году опубликовал в журнале «Ди ройтэ вэлт» (Красный мир) повесть «Ишевникес» (Евреи-сельчане); на протяжении 1930—х годов много печатался в различных советских периодических изданиях на идише.
Первый сборник рассказов «Бройт гезалцнс» (Хлеб солёный) — о коллективизации — вышел в 1932 году. В 1934 году в Одесском Государственном Еврейском театре (Одесский ГОСЕТ) ставилась его пьеса «Черепаникер менчн» (Люди из Черепаника). В годы Великой Отечественной войны — на фронте, был редактором армейских газет, писал фронтовые репортажи для московской газеты «Эйникайт» (Единство), органа Еврейского Антифашистского Комитета. Рассказы военных лет вышли отдельной книгой «Ви ланг из дос гевэн» (Как долго это длилось) в московском издательстве «Дэр эмэс» (Правда).
С декабря 1941 года — рядовой 179-го стрелкового полка на Юго-Западном фронте, после тяжёлого ранения — командир стрелкового отделения в 869-м и 177-м запасных полках. С декабря 1944 года — переводчик отдела СМЕРШ 60-й армии. Награждён Орденом Отечественной войны II степени.
26 апреля 1951 года — арестован и осуждён на 7 лет исправительно-трудовых лагерей. После реабилитации жил в Москве, в 1960—1970-х годах регулярно сотрудничал с журналом «Советиш Геймланд» (Советская Родина) под редакцией Арона Вергелиса. Последняя книга — роман «Ди кометэ» (Комета, 1972), об одесской театральной жизни в первые послереволюционные годы, вышла уже после смерти Зильбермана в 1975 году в московском издательстве «Советский писатель».

## Семья
Жена — Поля Яковлевна Николаевская (1910—2001), уроженка Одессы, бухгалтер, в 1985 году организовала и возглавила Совет вдов писателей при Центральном доме литератора. Дочь — Ирина Лазаревна Харина (1931—2022), кандидат технических наук, специалист в области коррозии элементов оборудования атомных энергетических установок с водяным теплоносителем, главный научный сотрудник ЦНИИТМАШ. Дочь — Галина Ефимовна Николаевская (1932—2021), педагог и переводчик.

## Публикации

### На идише
- ברױט געזאַלצנס (бройт гезалцнс — хлеб солёный, рассказы). — 1932.
- װי לאַנג איז דאָס געװען (ви ланг из дос гевэн — как долго это было, фронтовые рассказы). — М.: Дэр Эмэс, 1946.
- די קאָמעטע (ди кометэ — комета, роман). — М.: Советский писатель, 1975.

### Переводы на русский язык
- Восстание в подземелье. М.: Советский писатель, 1962. — 296 с. — 30 000 экз.